# Hristijan Petrov
Hristijan Ivajlov Petrov (in bulgaro Християн Ивайлов Петров?; Plovdiv, 24 giugno 2002) è un calciatore bulgaro, difensore dell'Heerenveen e della nazionale bulgara.

## Carriera

### Club
Petrov è entrato a far parte del CSKA Sofia nel 2017 proveniente dal Lokomotiv Plovdiv. Nel gennaio 2020 è stato prestato al Liteks Loveč per sei mesi, trasferimento in seguito prolungato per tutta la durata della stagione 2020-2021 dopo la firma del primo contratto professionistico il 23 giugno 2020.
Rientrato al CSKA, ha esordito il 22 agosto 2021 contro il Pirin Blagoevgrad in massima divisione. Il 9 settembre 2021 è stato nuovamente mandato in prestito al Liteks Loveč per i successivi sei mesi. A partire dalla stagione 2022-2023 ha iniziato ad essere impiegato con regolarità ed il 7 dicembre 2022 ha prorogato il suo contratto per altri 3 anni.

### Nazionale
Il 5 settembre 2022 ha ricevuto la prima convocazione con la nazionale bulgara in vista degli incontri di UEFA Nations League contro Gibilterra e Macedonia del Nord. Ha debuttato il 24 marzo 2023 nell'incontro di qualificazione per Euro 2024 contro il Montenegro.

## Statistiche

### Presenze e reti nei club
Statistiche aggiornate al 19 giugno 2023.
| Stagione           | Squadra            | Campionato         | Campionato | Campionato | Coppe nazionali | Coppe nazionali | Coppe nazionali | Coppe continentali | Coppe continentali | Coppe continentali | Altre coppe | Altre coppe | Altre coppe | Totale | Totale | Totale |
| Stagione           | Squadra            | Comp               | Pres       | Reti       | Comp            | Pres            | Reti            | Comp               | Pres               | Reti               | Comp        | Pres        | Reti        | Pres   | Reti   |        |
| ------------------ | ------------------ | ------------------ | ---------- | ---------- | --------------- | --------------- | --------------- | ------------------ | ------------------ | ------------------ | ----------- | ----------- | ----------- | ------ | ------ | ------ |
| 2019-2020          | Liteks Loveč       | 2L                 | 2          | 0          | CB              | 0               | 0               |                    | -                  | -                  |             | -           | -           | 2      | 0      |        |
| 2020-2021          | Liteks Loveč       | 2L                 | 29         | 4          | CB              | 0               | 0               |                    | -                  | -                  |             | -           | -           | 29     | 4      |        |
| ago. 2021          | CSKA Sofia         | 1L                 | 1          | 0          | CB              | 0               | 0               | UECL               | 0                  | 0                  | SB          | 0           | 0           | 1      | 0      |        |
| gen.-giu. 2022     | Liteks Loveč       | 2L                 | 10         | 2          | CB              | 0               | 0               |                    | -                  | -                  |             | -           | -           | 10     | 2      |        |
| Totale Litex Loveč | Totale Litex Loveč | Totale Litex Loveč | 41         | 6          |                 | 0               | 0               |                    | -                  | -                  |             | -           | -           | 41     | 6      |        |
| 2021-2022          | CSKA Sofia         | 1L                 | 4          | 0          | CB              | 0               | 0               |                    | -                  | -                  |             | -           | -           | 4      | 0      |        |
| 2022-2023          | CSKA Sofia         | 1L                 | 26         | 0          | CB              | 2               | 0               | UECL               | 3                  | 0                  |             | -           | -           | 31     | 0      |        |
| Totale CSKA Sofia  | Totale CSKA Sofia  | Totale CSKA Sofia  | 31         | 0          |                 | 2               | 0               |                    | 3                  | 0                  |             | 0           | 0           | 36     | 0      |        |
| Totale carriera    | Totale carriera    | Totale carriera    | 72         | 6          |                 | 2               | 0               |                    | 3                  | 0                  |             | 0           | 0           | 77     | 6      |        |

### Cronologia presenze e reti in nazionale
| Cronologia completa delle presenze e delle reti in nazionale ― Bulgaria | Cronologia completa delle presenze e delle reti in nazionale ― Bulgaria | Cronologia completa delle presenze e delle reti in nazionale ― Bulgaria | Cronologia completa delle presenze e delle reti in nazionale ― Bulgaria | Cronologia completa delle presenze e delle reti in nazionale ― Bulgaria | Cronologia completa delle presenze e delle reti in nazionale ― Bulgaria | Cronologia completa delle presenze e delle reti in nazionale ― Bulgaria | Cronologia completa delle presenze e delle reti in nazionale ― Bulgaria |
| Data                                                                    | Città                                                                   | In casa                                                                 | Risultato                                                               | Ospiti                                                                  | Competizione                                                            | Reti                                                                    | Note                                                                    |
| ----------------------------------------------------------------------- | ----------------------------------------------------------------------- | ----------------------------------------------------------------------- | ----------------------------------------------------------------------- | ----------------------------------------------------------------------- | ----------------------------------------------------------------------- | ----------------------------------------------------------------------- | ----------------------------------------------------------------------- |
| 24-3-2023                                                               | Razgrad                                                                 | Bulgaria                                                                | 0 – 1                                                                   | Montenegro                                                              | Qual. Euro 2024                                                         | -                                                                       | 60’                                                                     |
| 27-3-2023                                                               | Budapest                                                                | Ungheria                                                                | 3 – 0                                                                   | Bulgaria                                                                | Qual. Euro 2024                                                         | -                                                                       | 46’                                                                     |
| 4-6-2024                                                                | Bucarest                                                                | Romania                                                                 | 0 – 0                                                                   | Bulgaria                                                                | Amichevole                                                              | -                                                                       |                                                                         |
| 8-6-2024                                                                | Lubiana                                                                 | Slovenia                                                                | 1 – 1                                                                   | Bulgaria                                                                | Amichevole                                                              | -                                                                       |                                                                         |
| 15-10-2024                                                              | Belfast                                                                 | Irlanda del Nord                                                        | 5 – 0                                                                   | Bulgaria                                                                | UEFA Nations League 2024-2025 - 1º turno                                | -                                                                       |                                                                         |
| 10-6-2025                                                               | Heraklion                                                               | Grecia                                                                  | 4 – 0                                                                   | Bulgaria                                                                | Amichevole                                                              | -                                                                       |                                                                         |
| Totale                                                                  |                                                                         | Presenze                                                                | 6                                                                       |                                                                         | Reti                                                                    | 0                                                                       |                                                                         |